# 羅伯特·史莫波斯
羅伯特·史莫波斯（英語：Robert Smallbones，1884年3月19日—1976年5月29日）是一名英國外交官和人道主義者，曾在第二次世界大戰爆發前發放簽證給在德國受迫害的猶太人，並曾訪問了集中營，要求釋放囚犯。羅伯特·史莫波斯於2013年被追授英國大屠殺英雄。

## 生平
羅伯特·史莫波斯於1910年10月13日加入英國外交部（領事處），擔任葡屬西非（今安哥拉）的副領事，並積極致力於結束奴隸制。1914年12月24日，他被任命為挪威斯塔萬格領事。羅伯特·史莫波斯在1918年的新年榮譽名單中被任命為大英帝國勳章的成員。1920年1月11日，他被任命為德國巴伐利亞州慕尼黑的英國領事，然後於1922年7月16日擔任斯洛伐克領事。
在納粹黨獲得權力之前，他於1932年在薩格勒布任職並在德國法蘭克福擔任總領事。1939年9月，在第二次世界大戰爆發時，他與所有英國外交人員一起撤離。在水晶之夜發生之後，他幫助受迫害的猶太人獲得旅行簽證，使他們能夠有機會離開納粹德國。他因為前往集中營要求釋放猶太人，在“猶太人紀事報”中被評論為“抵抗蓋世太保的外交官”，他為猶太人提供避難所。數百名猶太人生活在他的官邸 ，他因美國拒絕向猶太人簽發簽證而感到沮喪。
英國政府在1939年10月計算出他已經拯救48,000人，並且在戰爭爆發時已經發放5萬多份簽證。
蓋世太保精心記錄羅伯特·史莫波斯猶太人的活動，被列入黑皮书，這是納粹德國預計於1940年成功入侵英國時將被捕的名單。黑皮書說明每個被逮捕的人都將被交給哪個德國當局，並且蓋世太保的IVE4部門指名羅伯特·史莫波斯。